# Erythrorchis ochobiensis
Erythrorchis ochobiensis é uma espécie de orquídea terrestre originária do sul do Japão e de todo o sudeste asiático. São saprófitas, sem clorofila, de caules muito ramificados que buscam apoio para seus ramos apoiando-se em arbustos, e apresentam inflorescência vermelha, lisa, ou glabra, e flores verde amareladas. São plantas que vivem em estreita simbiose com o fungo micorriza. Sua vida aérea é curta não sendo adequadas ao cultivo doméstico. Durante a maior parte do ano  seu complexo sistema radicular permanece adormecido.